# کارل گیگنباور
کارل گیگنباور (انگلیسی: Karl Gegenbaur; ۲۱ اوت ۱۸۲۶ – ۱۴ ژوئن ۱۹۰۳) دانشمند در زمینه رویان‌شناسی اهل پادشاهی بایرن بود.
وی همچنین برندهٔ جوایزی همچون مدال کاپلی شده‌است.